# Masicera brevis
Masicera brevis là một loài ruồi trong họ Tachinidae.